# Landschaftsschutzgebiet Barmerfeld

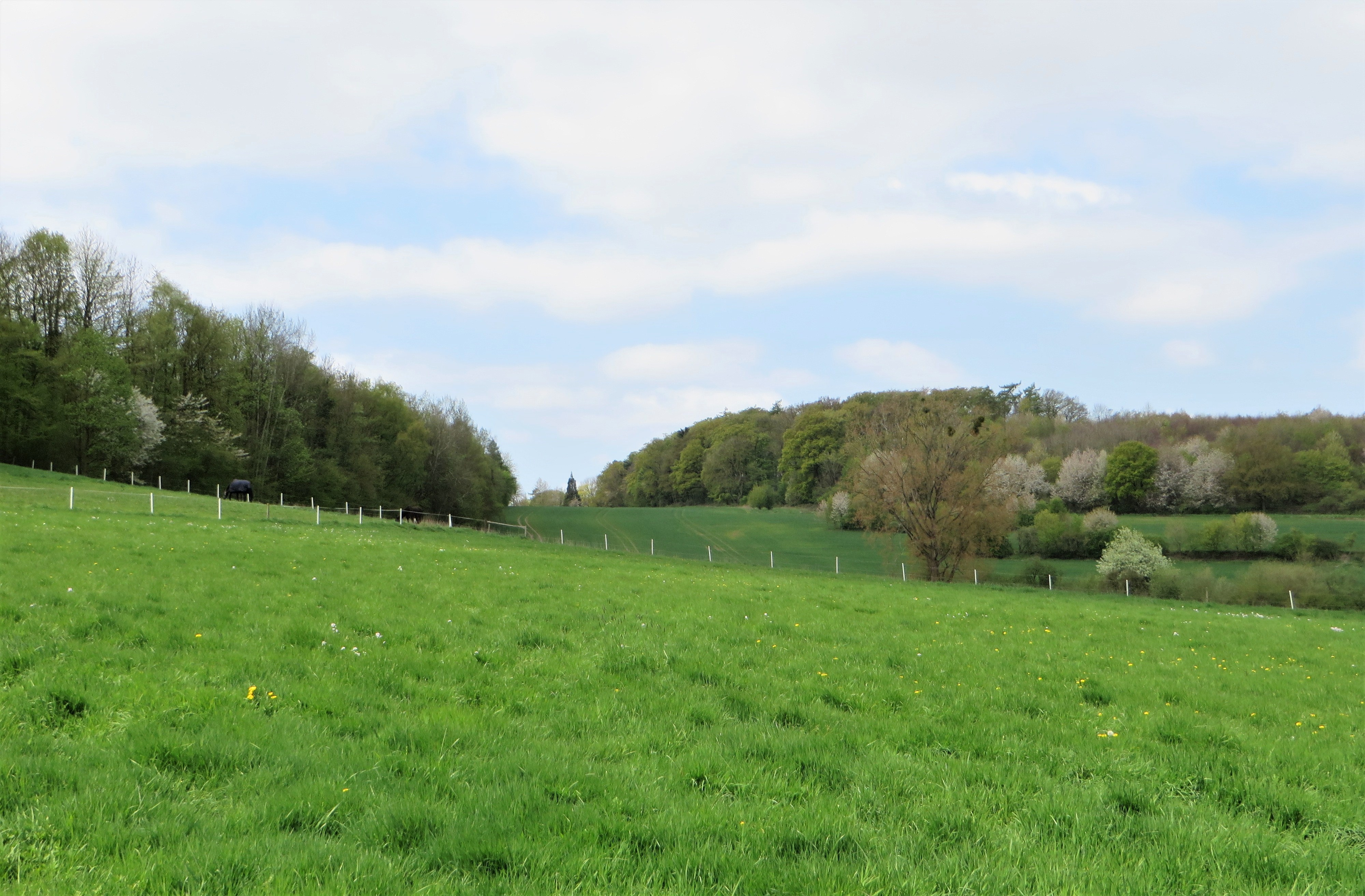
Landschaftsschutzgebiet Barmerfeld

Das Landschaftsschutzgebiet Barmerfeld mit einer Flächengröße von 77,96 ha befindet sich auf dem Gebiet der kreisfreien Stadt Hagen in Nordrhein-Westfalen. Das Landschaftsschutzgebiet wurde 1994 mit dem Landschaftsplan der Stadt Hagen vom Stadtrat von Hagen ausgewiesen. Zukünftig neu ausgewiesene Wohn- und Gewerbeflächen in den Bereichen Hammacher und Barmerfeld können durch einen rechtsverbindlichen Bebauungsplan vom Landschaftsschutz ausgenommen werden und verlieren ihren Schutzstatus.

## Beschreibung
Das LSG grenzt im Norden direkt an die A 46. Nördlich der A 46 liegt das Landschaftsschutzgebiet Herbeck. Im Westen bildet das Autobahnkreuz Hagen die Grenze, im Süden reicht das Schutzgebiet bis zur B 7. Südlich der B 7 liegt das Landschaftsschutzgebiet Hassley bzw. im Südosten das Naturschutzgebiet Temporärer Mastberg und das Naturschutzgebiet Mastberg und Weißenstein. Zwei kleinere Teilbereiche des Landschaftsschutzgebiet Barmerfeld grenzen südlich der B 7 wie Halbinseln direkt an die beiden Naturschutzgebiete an. Im Osten schließt sich das Landschaftsschutzgebiet Lenne-Niederung an.
Im LSG befinden sich landwirtschaftlich genutzte Flächen mit Äckern und Grünland, die durch ausgeprägte Siepen und Heckenstrukturen gegliedert werden. Es gehören auch Waldbereiche mit dem wertvollen Buchenaltholz Nacken zum LSG. Im Westen des LSG befindet sich die ehemalige Deponie Ewiges Tal. Im Osten des LSG liegt eine Klärschlammdeponie auf den Klärbecken der ehemaligen Kläranlage Hohenlimburg.

## Schutzzweck
Laut Landschaftsplan erfolgte die Ausweisung „wegen der Vielfalt, Eigenart und Schönheit dieses durch Acker- und Grünlandkomplexe geprägten Landschaftsbildes“.